# NGC 692
NGC 692 je galaksija u zviježđu Feniks.

## Vanjske poveznice
- SEDS: NGC 0692